# Rome, Illinois
Rome là một nơi ấn định cho điều tra dân số thuộc quận Peoria, tiểu bang Illinois, Hoa Kỳ. Năm 2010, dân số của nơi ấn định cho điều tra dân số này là 1738 người.

## Dân số
Dân số qua các năm:
- Năm 2000: 1776 người.
- Năm 2010: 1738 người.